# کلاهک ریشه

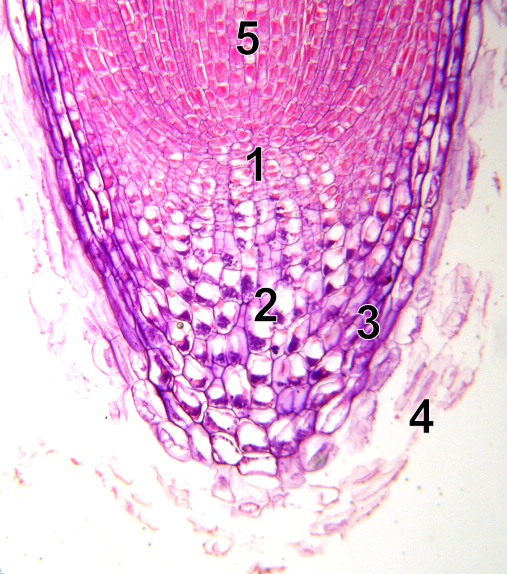
کلاهک ریشه زیر زربین

کلاهک ریشه، قسمتی انگشتانه مانندی  از بافت گیاه که در راس ریشه است. کلاهک خود از مریستم نزدیک به نوک ریشه پدید آمده و وظیفهٔ کلاهک ریشه محافظت از مریستم‌های نوک ریشه‌ دربرابر آسیب های محیطی است.کلاهک سوبرینی(چوب پنبه ای) است. کلاهک ریشه ترکیبات پلی ساکاریدی ترشح می‌کند که سبب لزج شدن سطح آن و در نتیجه حرکت ریشه را در خاک تسهیل می‌نماید.
در محل اتصال دمبرگ به ساقه جوانه کناری که بافت مریستمی وجود دارد و کلاهک با سلولهای مرده اش وظیفه مراقبت از مریستم نزدیک نوک ریشه را برعهده دارد.